# UK Records
UK Records war ein britisches Musiklabel, das Multitalent Jonathan King 1972 ins Leben rief, um seine eigenen Platten und die einiger von ihm unterstützter Künstler zu veröffentlichen. Die Abkürzung U.K. steht für „United King“.

## Labelgeschichte
Die UK-Schallplatten wurden von Decca Records vertrieben, deren Manager King lange Jahre war. Außer ihm selbst veröffentlichten viele erfolgreiche Bands und Sänger der Mitt-1970er Platten bei UK: 10cc, First Class, Lobo, Kevin Johnson, Kursaal Flyers oder Terry Dactyl and the Dinosaurs, deren Keyboarder Jona Lewie später als Solokünstler erfolgreich wurde. King brachte auf UK aber auch Wiederveröffentlichungen von z. B. Roy C oder Ike & Tina Turner heraus. Da King die „The Rocky Horror Show“ produzierte, kamen 1974 LPs zur Show (Originalbesetzung und Londoner Besetzung) und die erste Single-Version von Tim Currys „Sweet Transvestite“ auf UK Records auf den Markt.
Nach einigen Jahren wurde King der Plattenfirma müde und brachte keine Platten mehr auf dem Label heraus. Er behielt aber die Rechte an allen Veröffentlichungen und hat mehr oder weniger regelmäßig über die Jahre die alten Aufnahmen wiederveröffentlicht.

## Hits auf UK Records

### Singles
(JK) bedeutet: Jonathan King unter Pseudonym
- Chartplatzierungen in Großbritannien

#### 1972
- Terry Dactyl and the Dinosaurs – „Sea Side Shuffle“ (Katalognummer UK 5, Chartplatzierung #2)
- 10cc – „Donna“ (UK 6, Chart #2)
- Shag (JK) – „Loop Di Love“ (UK 7, Chart #4)
- Roy C – „Shotgun Wedding“ (UK 19, Chart #8)

#### 1973
- Terry Dactyl and the Dinosaurs – „On a Saturday Night“ (UK 21, Chart #45)
- 10cc – „Rubber Bullets“ (UK 36, Chart #1)
- 10cc – „The Dean and I“ (UK 48, Chart #10)

#### 1974
- Bubblerock (JK) – „(I Can’t Get No) Satisfaction“ (UK 53, Chart #29)
- The First Class – „Beach Baby“ (UK 66, Chart #13)
- Lobo – „I’d Love You to Want Me“ (UK 68, Chart #5)
- 10cc – „Wall Street Shuffle“ (UK 69, Chart #10)
- 10cc – „Silly Love“ (UK 77, Chart #24)

#### 1975
- Kevin Johnson – „Rock’n Roll (I Gave You the Best Years of My Life)“ (UK 84, Chart #23)
- Jonathan King – „Una Paloma Blanca (White Dove)“ (UK 105, Chart #5)
- Carl Malcolm – „Fattie Bum Bum“ (UK 108, Chart #8)
- 53rd and 3rd featuring the Sound of Shag (JK) – „Chick-a-Boom (Don’t Ya Jes Love It)“ (UK 2012 002, Chart #36)

#### 1976
- Sound 9418 (JK) – „In the Mood“ (UK 121, Chart #46)
- One Hundred Ton and a Feather (JK) – „It Only Takes a Minute“ (UK 105, Chart #5)

#### 1979
- Jonathan King – „You’re the Greatest Lover“ (UK INT 586, Chart #67)

### Alben
- 1973: 10cc: 10 C.C.  (UKAL 1005, Chart #36)
- 1974: 10cc: Sheet Music (UKAL 1007, Chart #9)
- 1975: 10cc: Greatest Hits of 10 C.C. (UKAL 1012, Chart #9)